# Momisis monticola
Momisis monticola es una especie de escarabajo longicornio del género Momisis, tribu Astathini, subfamilia Lamiinae. Fue descrita científicamente por Breuning en 1956.

## Descripción
Mide 12-15 milímetros de longitud.

## Distribución
Se distribuye por India y Nepal.